# Refuge de l'Aigle
Il rifugio de l'Aigle è un rifugio alpino del Club alpino francese che si trova nel Massiccio degli Écrins ai piedi della Meije.

## Caratteristiche

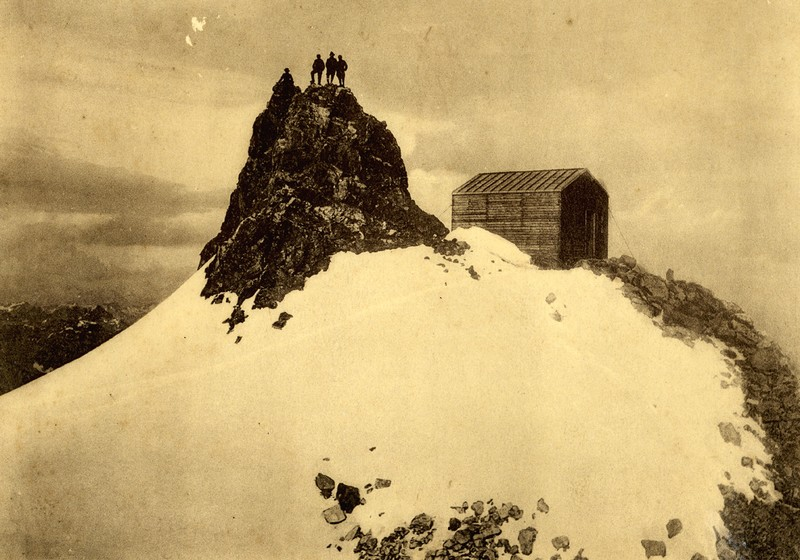
Il rifugio storico del 1910.

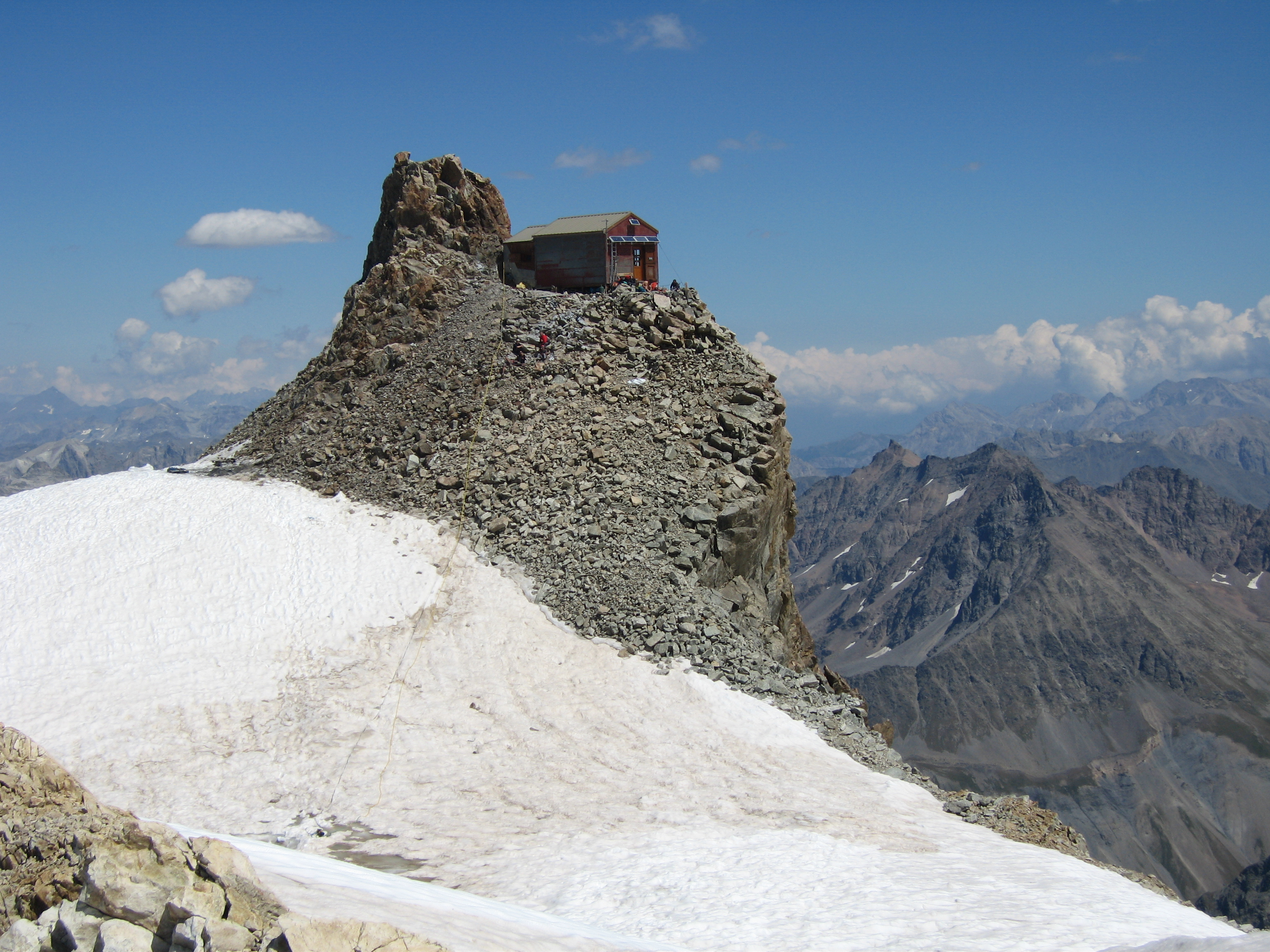
Il rifugio nel 2009 prima della sua attuale ricostruzione.

Il rifugio si trova a 3450 m s.l.m., sul rocher de l'Aigle che emerge dal crinale tra i ghiacciai de l'Homme (sul quale si affaccia) e quello di Tabuchet. Rafforzato e rinnovato, l'ex rifugio storico è stato sostituito da un nuovo edificio con 30 posti, che è aperto al pubblico dal 9 agosto 2014. Si compone di una sala principale che svolge le funzioni di dormitorio e sala da pranzo, alla quale è collegato un pezzo su 2 livelli, con la cucina, sala tecnica e stanza per il guardiano.

## Accesso
L'accesso normalmente avviene partendo dal Pont des Brebis (1662 m) nei pressi della frazione di Villar-d'Arêne denominata Pied du Col che si trova appena sotto il Colle del Lautaret nel versante verso Grenoble. Si sale per sentiero fino ai nevai del glacier du Bec e si raggiunge il Col du Bec (3065 m). Si sale parzialmente la cresta che sale verso il Bec de l'Homme. Il vire Amieux (passaggio individuato dalla guida Lucien Amieux) permette di passare dalla cresta al ghiacciaio Tabuchet a circa 3200 m. Infine si sale il ghiacciaio sul suo lato sinistro fino ad arrivare al rifugio.

## Storia
Un primo rifugio era stato costruito nel 1910. È stato modificato a più riprese. Nel 2014 è stato interamente demolito e ricostruito secondo le metodologie più moderne.

## Ascensioni
- Meije orientale - 3.891 m
- Dito di Dio - 3.973 m